# کنسولگری پاکستان در زاهدان
کنسولگری پاکستان در زاهدان (به اردو: پاکستان کا قونصل خانہ جنرل زاہدان میں) (به انگلیسی: Consulate General Of Pakistan in Zahidan) کنسولگری رسمی جمهوری اسلامی پاکستان در شهر زاهدان است.

## اطلاعات بیشتر
وبگاه رسمی کنسول‌گری پاکستان در ایران، زاهدان
شماره تلفن: ۵۴۳۳۸۹۳۳۲۲-+۹۸